# Ambasiopsis uncinata
Ambasiopsis uncinata är en kräftdjursart. Ambasiopsis uncinata ingår i släktet Ambasiopsis och familjen Lysianassidae. Inga underarter finns listade i Catalogue of Life.